# Nordkaukasus

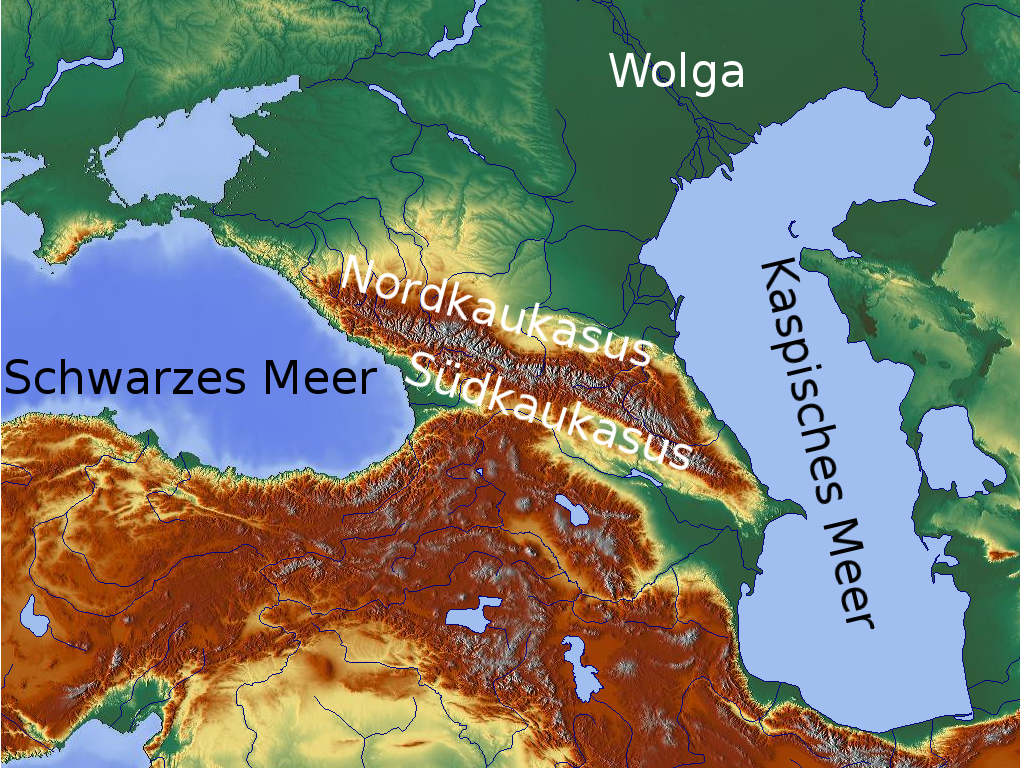
Topographie des Nordkaukasus

Ethnolinguistische Gruppen im Kaukasus

Als Nordkaukasus (auch Ciskaukasien) bezeichnet man die Regionen am Nordhang des Kaukasus, von Zentralrussland aus gesehen also diesseits des Kaukasus im Gegensatz zu dem jenseits des Kaukasus liegenden Gebiet Südkaukasus/Transkaukasien am Südhang.
Unter dem Schlagwort Nordkaukasus versteht man gemeinhin die meisten von Muslimen bewohnten autonomen Republiken Südrusslands. Sie bilden seit 19. Januar 2010 zusammen mit der Region Stawropol den Föderationskreis Nordkaukasus. Nicht zum Föderationskreis gehören hingegen die autonome Tscherkessen-Republik Adygeja und die sie umgebende Region Krasnodar, die zwar gemeinhin ebenfalls zum Nordkaukasus gezählt werden, in denen Muslime allerdings eine Minderheit sind.
In dem von Hans Zikmund erarbeiteten Wörterbuch geographischer Namen des Baltikums und der Gemeinschaft Unabhängiger Staaten (GUS) wird die Bezeichnung Nordkaukasus der Bezeichnung Nordkaukasien vorgezogen.

## Geschichte

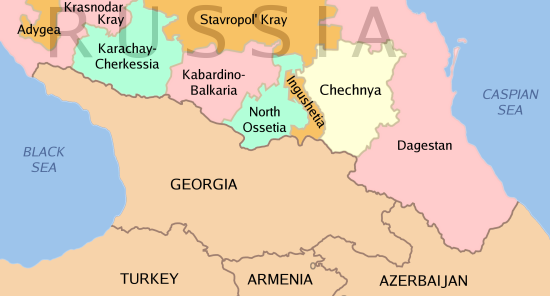
Teilrepubliken und Region Stawropol im Nordkaukasus um 2005

Das Gebiet des Nordkaukasus sticht wegen der Konflikte in Tschetschenien und seiner großen Zahl verschiedener Ethnien, die auf engstem Raum leben, hervor. Der Nordkaukasus lässt sich historisch in drei Gebiete teilen: Der Nordostkaukasus umfasst Dagestan und Tschetschenien, im Zentralkaukasus befinden sich Inguschetien und Nordossetien, zum Nordwestkaukasus gehören Kabardino-Balkarien, Karatschajewo-Tscherkessien. Dagestan ist die ethnisch vielfältigste Republik mit über 30 Nationalitäten. Die größte autochthone nordkaukasische Ethnie bilden die Tschetschenen.
Nach Beendigung des Kaukasuskrieges, der im Nordostkaukasus bis 1859 und im Westen bis 1864 dauerte, fiel das Gebiet endgültig an Russland. In der Folgezeit wurde im Nordkaukasus die gesellschaftliche Modernisierung beschleunigt. Russland verlangte dabei von den Völkern die Beachtung seiner Gesetze und administrativen Vorstellungen, die teilweise den örtlichen Sitten grundlegend widersprachen. In der Folgezeit bildete sich im Nordostkaukasus unter dem Banner des Islam eine Gegenbewegung, die den Dschihad gegen die Ungläubigen ausrief. Die 1920er und 1930er Jahre waren durch Sowjetisierung geprägt. Im Jahre 1944 ließ Stalin einige Bergvölker (Balkaren, Tschetschenen, Inguschen und andere) nach Mittelasien deportieren. Einige Führer und ihre Truppen kollaborierten 1941–1945 eng mit den Deutschen und begingen russlandweit schwere Kriegsverbrechen; nach der Niederlage sammelten sich die Überreste dieser Truppe, soweit sie nicht gemäß Völkerrecht in die Sowjetunion abgeschoben wurden, in München und bildeten die erste, später unterlegene Fraktion in der Moscheebaukommission München-Freimann. Von den fünfziger bis in die 1980er Jahre ließ infolge der „Tauwetterperiode“ nach und nach die Kontrolle über viele Bereiche des Alltags nach, wodurch viele traditionelle Institutionen der Kaukasusvölker wieder erstanden.
In der Sowjetzeit und nach dem Zerfall der Sowjetunion ersetzte der Nationalismus den Islam. Die Führer der Nationalbewegungen der Kabardiner und Balkaren wollten von 1990 bis 1995 zwei Staaten begründen und ihr jeweiliges Territorium unter Bezug auf verschiedene historische Epochen verändern. Im östlichen Nordkaukasus führte der tschetschenische Nationalismus zum organisierten Widerstand gegen die russischen Streitkräfte. In Dagestan zeigten die verschiedenen Ethnien die Grenzen des Nationalismus auf, sodass es hier weder zur Segregation Dagestans noch zu Abspaltungsbewegungen kam. Im Zentralen Nordkaukasus, dessen Ethnien schon im 19. Jahrhundert kaum an den Kriegen gegen Russland teilnahmen, ist die Position des russischen Zentrums nicht ernsthaft in Frage gestellt worden. Inguschetien wurde von Tschetschenien abgespalten und erhob Gebietsforderungen gegenüber Nordossetien, was 1992 zu bewaffneten Auseinandersetzungen führte. Sowohl Inguschen als auch Osseten suchen traditionell bei Russland Schutz vor den Ansprüchen anderer Kaukasusvölker.
Die Entwicklung des Islam im Nordkaukasus ist von einer Radikalisierung bedroht (vgl. Islam in Russland).